# Johann Friedrich Nette
Johann Friedrich Nette (Bernau bei Berlin, 5 de julio de 1673 - Nancy, 9 de diciembre de 1714) fue un ingeniero militar y arquitecto alemán de la época barroca, formado en el estilo bohemio. Desde 1707 hasta su muerte, Nette fue el arquitecto de la corte del ducado de Württemberg.

## Primeros años
Johann Friedrich Nette nació el 5 de julio de 1673 en Bernau bei Berlin , hijo de Johann Nette, organero de la corte prusiana. De 1685 a 1700, los Nette vivieron en Dresde, donde Johann Friedrich asistió a la Kreuzschule y luego a la Universidad de Wittenberg hasta 1695. Después de ese momento, poco se sabe sobre la vida de Nette hasta la Guerra de Sucesión Española. 

## Carrera
En 1706, Nette, entonces capitán de ingenieros, estaba destinado en Balingen bajo el mando del mayor general Sternberg. Sternberg recomendó a Nette a su cuñado Georg Friedrich von Forstner, quien resultó ser amigo y Hofmarschall de Eberardo Luis, duque de Württemberg. Nette reemplazó al entonces arquitecto de la corte Philipp Joseph Jenisch en 1707, y con ese nombramiento se le encargó el diseño y la construcción de un retiro para el duque al norte de Stuttgart. Nette comenzó las obras de esta residencia, el palacio de Ludwigsburg, en 1707, aunque fueron lentas debido a la aún continua Guerra de Sucesión Española. En 1709, el duque ordenó a Nette que uniera dos alas a la estructura existente para crear un palacio de tres alas. A pesar de la guerra, Nette viajó a Praga en 1708 y 1709 para estudiar la arquitectura barroca bohemia y reclutar artesanos para Ludwigsburg.
El 9 de diciembre de 1714, Nette murió repentinamente de un derrame cerebral cerca de Nancy, en Francia.